# Rodriguezia (krab)
Rodriguezia is een geslacht van kreeftachtigen uit de klasse van de Malacostraca (hogere kreeftachtigen).

## Soorten
- Rodriguezia mensabak (Cottarelli & Argano, 1977)
- Rodriguezia villalobosi (Rodríguez & Manrique, 1966)